# Liste von Museumsverbänden
Dies ist eine Liste von Museumsverbänden.
- Deutscher Museumsbund
- Museumsverband Baden-Württemberg
- Museumsverband Brandenburg
- Hessischer Museumsverband
- Museumsverband Hamburg
- Museumsverband Mecklenburg-Vorpommern
- Museumsverband für Niedersachsen und Bremen
- Museumsverband Rheinland-Pfalz
- Museumsverband Sachsen
- Museumsverband Sachsen-Anhalt
- Museumsverband Thüringen